# Belle and Sebastian/Diskografie
Diese Diskografie ist eine Übersicht über die musikalischen Werke der schottischen Indie-Pop-Band Belle and Sebastian. Den Schallplattenauszeichnungen zufolge hat sie bisher mehr als 720.000 Tonträger verkauft.

## Alben

### Studioalben
| Jahr | Titel                                          | Höchstplatzierung, Gesamtwochen, AuszeichnungChartplatzierungen (Jahr, Titel, Platzierungen, Wochen, Auszeichnungen, Anmerkungen) | Höchstplatzierung, Gesamtwochen, AuszeichnungChartplatzierungen (Jahr, Titel, Platzierungen, Wochen, Auszeichnungen, Anmerkungen) | Höchstplatzierung, Gesamtwochen, AuszeichnungChartplatzierungen (Jahr, Titel, Platzierungen, Wochen, Auszeichnungen, Anmerkungen) | Höchstplatzierung, Gesamtwochen, AuszeichnungChartplatzierungen (Jahr, Titel, Platzierungen, Wochen, Auszeichnungen, Anmerkungen) | Höchstplatzierung, Gesamtwochen, AuszeichnungChartplatzierungen (Jahr, Titel, Platzierungen, Wochen, Auszeichnungen, Anmerkungen) | Anmerkungen                                                  |
| Jahr | Titel                                          | DE | AT | CH | UK | US | Anmerkungen                                                  |
| ---- | ---------------------------------------------- | --- | --- | --- | --- | --- | ------------------------------------------------------------ |
| 1996 | Tigermilk                                      | — | — | — | UK13 Gold · (5 Wo.)UK | — | Erstveröffentlichung: 6. Juni 1996 in UK erst 1999 platziert |
| 1996 | If You’re Feeling Sinister                     | — | — | — | UK— GoldUK | — | Erstveröffentlichung: 18. November 1996                      |
| 1998 | The Boy with the Arab Strap                    | — | — | — | UK12 Gold · (11 Wo.)UK | — | Erstveröffentlichung: 7. September 1998                      |
| 2000 | Fold Your Hands Child, You Walk Like a Peasant | DE52 (3 Wo.)DE | — | — | UK10 Silber · (4 Wo.)UK | US80 (3 Wo.)US | Erstveröffentlichung: 6. Juni 2000                           |
| 2002 | Storytelling                                   | DE99 (1 Wo.)DE | — | — | UK26 (2 Wo.)UK | US150 (1 Wo.)US | Erstveröffentlichung: 3. Juni 2002                           |
| 2003 | Dear Catastrophe Waitress                      | DE64 (2 Wo.)DE | — | — | UK21 Gold · (4 Wo.)UK | US84 (2 Wo.)US | Erstveröffentlichung: 6. Oktober 2003                        |
| 2006 | The Life Pursuit                               | DE35 (4 Wo.)DE | AT56 (2 Wo.)AT | CH56 (3 Wo.)CH | UK8 Silber · (5 Wo.)UK | US65 (1 Wo.)US | Erstveröffentlichung: 6. Februar 2006                        |
| 2010 | Write About Love                               | DE38 (1 Wo.)DE | AT40 (1 Wo.)AT | CH37 (2 Wo.)CH | UK8 (3 Wo.)UK | US15 (5 Wo.)US | Erstveröffentlichung: 8. Oktober 2010                        |
| 2015 | Girls in Peacetime Want to Dance               | DE30 (2 Wo.)DE | AT28 (2 Wo.)AT | CH26 (2 Wo.)CH | UK9 (5 Wo.)UK | US28 (2 Wo.)US | Erstveröffentlichung: 19. Januar 2015                        |
| 2019 | Days of the Bagnold Summer                     | — | — | CH98 (1 Wo.)CH | UK73 (1 Wo.)UK | — | Erstveröffentlichung: 13. September 2019                     |
| 2022 | A Bit of Previous                              | DE31 (1 Wo.)DE | AT50 (1 Wo.)AT | CH31 (1 Wo.)CH | UK8 (1 Wo.)UK | — | Erstveröffentlichung: 6. Mai 2022                            |
| 2023 | Late Developers                                | — | — | CH82 (1 Wo.)CH | UK30 (1 Wo.)UK | — | Erstveröffentlichung: 13. Januar 2023                        |

### Livealben
| Jahr | Titel            | Höchstplatzierung, Gesamtwochen, AuszeichnungChartplatzierungen (Jahr, Titel, Platzierungen, Wochen, Auszeichnungen, Anmerkungen) | Höchstplatzierung, Gesamtwochen, AuszeichnungChartplatzierungen (Jahr, Titel, Platzierungen, Wochen, Auszeichnungen, Anmerkungen) | Höchstplatzierung, Gesamtwochen, AuszeichnungChartplatzierungen (Jahr, Titel, Platzierungen, Wochen, Auszeichnungen, Anmerkungen) | Höchstplatzierung, Gesamtwochen, AuszeichnungChartplatzierungen (Jahr, Titel, Platzierungen, Wochen, Auszeichnungen, Anmerkungen) | Höchstplatzierung, Gesamtwochen, AuszeichnungChartplatzierungen (Jahr, Titel, Platzierungen, Wochen, Auszeichnungen, Anmerkungen) | Anmerkungen                             |
| Jahr | Titel            | DE | AT | CH | UK | US | Anmerkungen                             |
| ---- | ---------------- | --- | --- | --- | --- | --- | --------------------------------------- |
| 2008 | The BBC Sessions | — | — | — | UK88 (1 Wo.)UK | US141 (1 Wo.)US | Erstveröffentlichung: 18. November 2008 |

Weitere Livealben
- 2005: If You're Feeling Sinister: Live at the Barbican
- 2015: Live 2015

### Kompilationen
| Jahr | Titel                                    | Höchstplatzierung, Gesamtwochen, AuszeichnungChartplatzierungen (Jahr, Titel, Platzierungen, Wochen, Auszeichnungen, Anmerkungen) | Höchstplatzierung, Gesamtwochen, AuszeichnungChartplatzierungen (Jahr, Titel, Platzierungen, Wochen, Auszeichnungen, Anmerkungen) | Höchstplatzierung, Gesamtwochen, AuszeichnungChartplatzierungen (Jahr, Titel, Platzierungen, Wochen, Auszeichnungen, Anmerkungen) | Höchstplatzierung, Gesamtwochen, AuszeichnungChartplatzierungen (Jahr, Titel, Platzierungen, Wochen, Auszeichnungen, Anmerkungen) | Höchstplatzierung, Gesamtwochen, AuszeichnungChartplatzierungen (Jahr, Titel, Platzierungen, Wochen, Auszeichnungen, Anmerkungen) | Anmerkungen                            |
| Jahr | Titel                                    | DE | AT | CH | UK | US | Anmerkungen                            |
| ---- | ---------------------------------------- | --- | --- | --- | --- | --- | -------------------------------------- |
| 2005 | Push Barman to Open Old Wounds           | — | — | — | UK40 (1 Wo.)UK | — | Erstveröffentlichung: 24. Mai 2005     |
| 2013 | The Third Eye Centre                     | — | — | — | UK44 (2 Wo.)UK | US145 (1 Wo.)US | Erstveröffentlichung: 26. August 2013  |
| 2018 | How to Solve Our Human Problems – Pt 1-3 | DE27 (1 Wo.)DE | AT37 (1 Wo.)AT | CH27 (1 Wo.)CH | UK28 (1 Wo.)UK | — | Erstveröffentlichung: 16. Februar 2018 |

Weitere Kompilationen
- 2000: Lazy Line Painter Jane
- 2016: The Jeepster Singles Collection

### EPs
Alle Extended Plays haben sich in Großbritannien in den Singlecharts platziert.

| Jahr | Titel                      | Höchstplatzierung, Gesamtwochen, AuszeichnungChartsChartplatzierungen (Jahr, Titel, Platzierungen, Wochen, Auszeichnungen, Anmerkungen) | Anmerkungen                            |
| Jahr | Titel                      | UK | Anmerkungen                            |
| ---- | -------------------------- | --- | -------------------------------------- |
| 1997 | Dog on Wheels              | UK59 (2 Wo.)UK | Erstveröffentlichung: 12. Mai 1997     |
| 1997 | Lazy Line Painter Jane     | UK41 (2 Wo.)UK | Erstveröffentlichung: 28. Juli 1997    |
| 1997 | 3.. 6.. 9 Seconds of Light | UK32 (2 Wo.)UK | Erstveröffentlichung: 13. Oktober 1997 |
| 2004 | Books                      | UK20 (3 Wo.)UK | Erstveröffentlichung: 21. Juni 2004    |

Weitere EPs
- 1998: This Is Just a Modern Rock Song
- 2008: Introducing... Belle & Sebastian
- 2017: How to Solve Our Human Problems (Part 1)
- 2018: How to Solve Our Human Problems (Part 2)
- 2018: How to Solve Our Human Problems (Part 3)

## Singles
| Jahr | Titel Album                                         | Höchstplatzierung, Gesamtwochen, AuszeichnungChartsChartplatzierungen (Jahr, Titel, Album, Platzierungen, Wochen, Auszeichnungen, Anmerkungen) | Anmerkungen                             |
| Jahr | Titel Album                                         | UK | Anmerkungen                             |
| ---- | --------------------------------------------------- | --- | --------------------------------------- |
| 2000 | Legal Man Push Barman to Open Old Wounds            | UK15 (3 Wo.)UK | Erstveröffentlichung: 22. Mai 2000      |
| 2001 | Jonathan David Push Barman to Open Old Wounds       | UK31 (2 Wo.)UK | Erstveröffentlichung: 18. Juni 2001     |
| 2001 | I’m Waking Up to Us Push Barman to Open Old Wounds  | UK39 (2 Wo.)UK | Erstveröffentlichung: 28. November 2001 |
| 2003 | Step into My Office, Baby Dear Catastrophe Waitress | UK32 (2 Wo.)UK | Erstveröffentlichung: 17. November 2003 |
| 2004 | I’m a Cuckoo Dear Catastrophe Waitress              | UK14 (4 Wo.)UK | Erstveröffentlichung: 14. Februar 2004  |
| 2006 | Funny Little Frog The Life Pursuit                  | UK13 (4 Wo.)UK | Erstveröffentlichung: 16. Januar 2006   |
| 2006 | The Blues Are Still Blue The Life Pursuit           | UK25 (3 Wo.)UK | Erstveröffentlichung: 3. April 2006     |
| 2006 | White Collar Boy The Life Pursuit                   | UK45 (2 Wo.)UK | Erstveröffentlichung: 26. Juni 2006     |

Weitere Singles
- 2006: Casaco Marrom
- 2010: Write About Love
- 2011: I Want the World to Stop
- 2011: Come on Sister
- 2014: The Party Line
- 2015: Nobody’s Empire
- 2015: The Cat with the Cream

## Statistik

### Chartauswertung
|                     | DE    | AT    | CH    | UK     | US    |
| ------------------- | ----- | ----- | ----- | ------ | ----- |
| Nummer-eins-Alben   | DE—DE | AT—AT | CH—CH | UK—UK  | US—US |
| Top-10-Alben        | DE—DE | AT—AT | CH—CH | UK5UK  | US—US |
| Alben in den Charts | DE8DE | AT5AT | CH7CH | UK19UK | US8US |

|                       | DE    | AT    | CH    | UK    | US    |
| --------------------- | ----- | ----- | ----- | ----- | ----- |
| Nummer-eins-Singles   | DE—DE | AT—AT | CH—CH | UK—UK | US—US |
| Top-10-Singles        | DE—DE | AT—AT | CH—CH | UK—UK | US—US |
| Singles in den Charts | DE—DE | AT—AT | CH—CH | UK8UK | US—US |

### Auszeichnungen für Musikverkäufe
| Silberne Schallplatte - Vereinigtes Königreich - 2023: für das Lied The Boy With The Arab Strap |

Anmerkung: Auszeichnungen in Ländern aus den Charttabellen bzw. Chartboxen sind in ebendiesen zu finden.
| Land/RegionAuszeichnungen für Musikverkäufe (Land/Region, Auszeichnungen, Verkäufe, Quellen) | Silber     | Gold     | Platin | Verkäufe | Quellen   |
| -------------------------------------------------------------------------------------------- | ---------- | -------- | ------ | -------- | --------- |
| Vereinigtes Königreich (BPI)                                                                 | 3× Silber3 | 4× Gold4 | —      | 720.000  | bpi.co.uk |
| Insgesamt                                                                                    | 3× Silber3 | 4× Gold4 | —      |          |           |

## Belege
1. 1 2 3 4 5  Chartquellen: DE AT CH UK US